# Mimowola
Mimowola – kolonia w Polsce, położona w województwie kujawsko-pomorskim, w powiecie inowrocławskim, w gminie Inowrocław.
W latach 1975–1998 miejscowość administracyjnie należała do województwa bydgoskiego.